# Jonathon Thompson
Jonathon Thompson (Orlando Florida, 11 de diciembre de 1990) es un jugador de baloncesto estadounidense que actualmente juega para Ferro Carril Oeste. Normalmente juega como Alero o Escolta. Es un graduado del Rider Broncs.

## Carrera

### Clubes
- Actualizado hasta el 20 de diciembre de 2017.

| Club                   | País            | Año             |
| ---------------------- | --------------- | --------------- |
| Soproni KC             | Hungría         | 2013 - 2014     |
| ČEZ Basketball Nymburk | República Checa | 2013 - 2014     |
| Urunday Universitario  | Uruguay         | 2017            |
| Ferro                  | Argentina       | 2017 - Presente |

## Estadísticas en su carrera Universitaria
- Actualizado hasta el 20 de diciembre de 2017.

### Temporada
| Equipo                      | Año       | Div   | PJ    | MIN  | MPP  | %TC  | %3P  | %TL  | RPP  | APP  | ROB  | TPP  | PPP   |      |
| --------------------------- | --------- | ----- | ----- | ---- | ---- | ---- | ---- | ---- | ---- | ---- | ---- | ---- | ----- | ---- |
| Rider Broncs Estados Unidos | 2009-2010 | MAAC  | 33    | 559  | 16.9 | .296 | .244 | .613 | 1.82 | 0.85 | 0.79 | 1.64 | 2.36  |      |
| Rider Broncs Estados Unidos | 2010-2011 | MAAC  | 31    | 797  | 25.7 | .509 | .390 | .737 | 2.68 | 3.16 | 1.03 | 0.39 | 6.06  |      |
| Rider Broncs Estados Unidos | 2011-2012 | MAAC  | 30    | 964  | 32.1 | .460 | .470 | .681 | 3.53 | 4.7  | 0.97 | 0.33 | 8.07  |      |
| Rider Broncs Estados Unidos | 2012-2013 | MAAC  | 34    | 1152 | 33.9 | .498 | .408 | .763 | 3.88 | 3.09 | 1.50 | 0.65 | 13.06 |      |
| Rider Broncs Estados Unidos | Total     | Total | Total | 128  | 3472 | 27.1 | .465 | .393 | .723 | 2.98 | 2.91 | 1.08 | 0.41  | 7.44 |